# Lew Karsawin
Lew Płatonowicz Karsawin (ros. Лев Плато́нович Карса́вин, ur. 1882 w Sankt Petersburgu, zm. 1952 w łagrze Abez, Komi ASRR) – rosyjski filozof, brat tancerki Tamary Karsawiny.

## Życiorys
Z wykształcenia był historykiem ze specjalizacją w mediewistyce. W 1922  roku został wygnany z Rosji w ramach operacji bolszewickiej znanej jako „statek filozofów”. W 1926 Siemion Frank rekomendował Karsawina jako wykładowcę patrologii w Akademii Religijno-Filozoficznej (przekształconej w Instytut św. Sergiusza). Od roku 1928 wykładał na uniwersytecie w Kownie. W 1944 roku został zwolniony z Uniwersytetu Wileńskiego przez NKWD. W 1950 roku został skazany na 10 lat łagru i dwa lata później zmarł na gruźlicę w obozie koncentracyjnym.

## Poglądy
Lew Karsawin kontynuował rozważania o wszechjedności typu panenteistycznego, przedstawiając ten sam typ myślenia, co Siemion Frank. W 1922 roku opublikował w Piotrogradzie książkę Noctes Petropolitanae, gdzie rozwijał filozofię miłości, nawiązując do nurtu założonego przez Władimira Sołowjowa. Nie mamy tu jednak do czynienia z systemem filozoficznym na wzór tych, które pojawiły się w filozofii zachodnioeuropejskiej, czy chociażby w myśli Sołowjowa; jest to raczej zbiór poglądów o chrześcijańskiej interpretacji miłości, życia, o relacjach pomiędzy Bogiem i człowiekiem.
W swojej historiozofii poddawał krytyce zasadę przyczynowo-skutkowego związku zjawisk historycznych.

## Prace
- Л.П. Карсавин: Святые отцы и учители Церкви (раскрытие Православия в их творениях). Предисл. и коммент. С.В. Мосоловой. Moskwa: Wydawnictwo Uniwersytetu Moskiewskiego, 1994. ISBN 5-211-02607-1. [dostęp 2022-06-12]. (ros.). Brak numerów stron w książce

Polskie przekłady
- Lew Karsawin, NOCTES PETROPOLITANAE, Przetłumaczył Henryk Paprocki. Tytuł oryginału: Noctes Petropolitanae, Piotrograd, 1922.
- Karsawin, L. Wschód, Zachód i rosyjska idea / przeł. L. Kiejzik, M. Bohun. Zielona Góra: Uniwersytet Zielonogórski, 2007. – 137 s. ISBN 978-83-7481-108-8